# Преступление и наказание (спектакль)

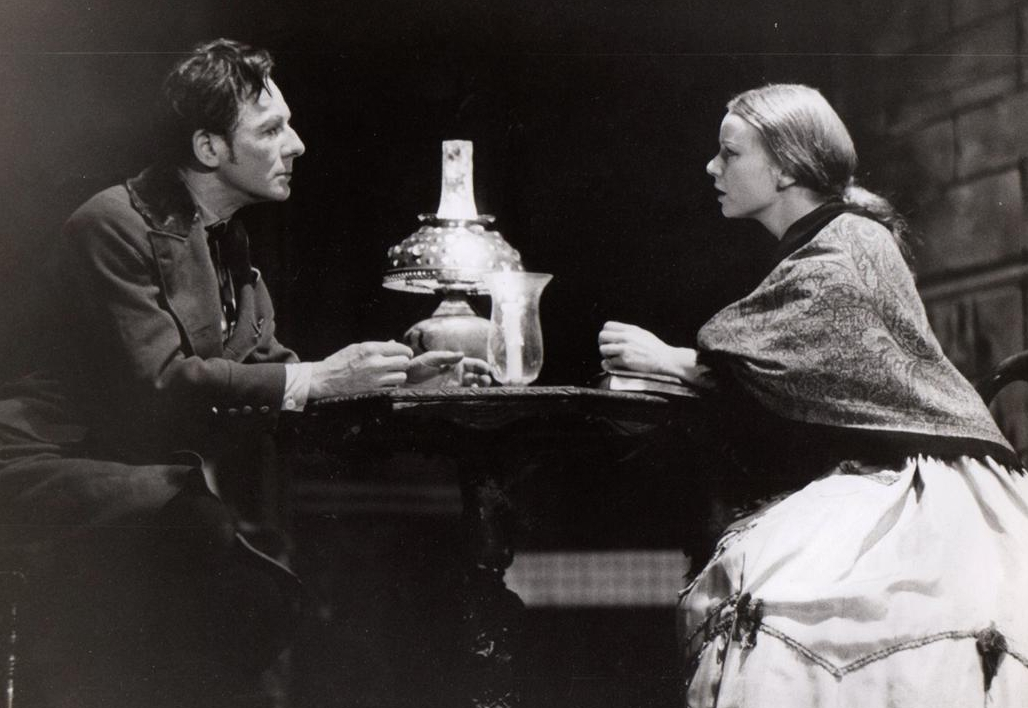
Джон Гилгуд и Долли Хаас в бродвейской постановке «Преступление и наказание» 1947 года

«Преступление и наказание» — сценическая адаптация классического романа Фёдора Достоевского «Преступление и наказание». Авторы, Мэрилин Кэмпбелл и Курт Коламбус, создали 90-минутную пьесу для трёх человек, в которой каждый играет несколько ролей.
Спектакль был поставлен на площадке 59E59 St Theatre с Writers′ Theatre в 2007 году в Нью-Йорке. «The New York Times» в положительном обзоре пьесы риторически спрашивает: «Кто бы мог подумать, что роман, который ни один школьник никогда не дочитал до конца, станет таким захватывающим спектаклем?», а затем уверяет, что сценическая адаптация Кэмпбелла и Коламбуса «изгонит все плохие воспоминания, которые могли возникнуть у вас, когда вы пытались бороться с книгой Достоевского». Шоу также получило положительные отзывы в «The Washington Post», «The (Cleveland) Plain Dealer» и «The Seattle Times».
Спектакль был поставлен на цене Arden Theatre Company в Филадельфии в 2006 году и в Round House Theatre в Бетесде, штат Мэриленд, в 2007 году. В 2009 году он был поставлен на сценах Seattle′s Intiman Theatre, Cleveland Play House и Berkeley Repertory Theatre, а в ноябре 2010 года — Kentucky Repertory Theatre. В начале 2011 года он был исполнен в Boulder Ensemble Theatre Company.
Кэмпбелл ранее написал пьесы My Own Stranger, являвшуюся адаптацией произведений поэтессы Энн Секстон, The Beats, в которой использовались материалы поэтов-битников, в том числе Аллена Гинзберга (в исполнении Дэвида Кромера) и The Gospel According to Mark Twain.
Спектакль получил премию Joseph Jefferson Award в Чикаго за лучшую новую адаптацию.